# سنه‌تر، کبک (قصبه)
سنه‌تر (به فرانسوی: Senneterre) قصبه‌ای در منطقه شهری لا وله-دو-لور ناحیه آبیتیبی-تمیسکامنگ در استان کبک کانادا است. در سرشماری سال ۲۰۱۱ این قصبه ۱٬۱۴۶ نفر جمعیت داشته‌است و مساحت آن ۴۳۲٫۹۸ کیلومتر مربع است.